# Kanchan Prava Devi
Kanchan Prava Devi, var en indisk regent. 
Hon var regent i den indiska furstestaten Tripura för sin minderåriga son Kirit Bikram Kishore Debbarma mellan 1947 och 1949. 